# Lévy-Abstand
Der Lévy-Abstand, auch Lévy-Metrik genannt, ist in der Stochastik ein Maß für die Übereinstimmung zweier Verteilungsfunktionen. Er ist nach Paul Lévy benannt und ein Sonderfall der Prochorow-Metrik.

## Definition
Bezeichne {\displaystyle {\mathcal {V}}_{1}} die Menge aller Verteilungsfunktionen (im Sinne der Stochastik). Für zwei {\displaystyle F,G\in {\mathcal {V}}_{1}} definiert man
{\displaystyle d_{L}(F,G)=\inf\{\epsilon >0:F(x-\epsilon )-\epsilon \leq G(x)\leq F(x+\epsilon )+\epsilon {\text{ für alle }}x\in \mathbb {R} \}}.

## Eigenschaften
- {\displaystyle ({\mathcal {V}}_{1},d_{L})} ist ein separabler, vollständiger metrischer Raum.
- Die Folge von Verteilungsfunktionen {\displaystyle (F_{n})_{n\in \mathbb {N} }} konvergiert genau dann schwach gegen eine Verteilungsfunktion {\displaystyle F}, wenn {\displaystyle \lim _{n\to \infty }d_{L}(F_{n},F)=0} ist. Somit metrisiert die Lévy-Metrik die schwache Konvergenz von Verteilungsfunktionen.